# Scatella quadrinotata
Scatella quadrinotata är en tvåvingeart som beskrevs av Cresson 1933. Scatella quadrinotata ingår i släktet Scatella och familjen vattenflugor. Inga underarter finns listade i Catalogue of Life.